# Kanslichef
Kanslichef är en titel som betecknar en chef för ett kansli.
Titeln användes 1920–1960 i Stockholms stad istället för stadssekreterare, sannolikt för att undvika förväxling med titeln statssekreterare.
I Finland är kanslichefen (finska: kansliapäällikkö) den högsta tjänstemannen på ett ministerium.